# 907 Rhoda
907 Rhoda eller 1918 EU är en asteroid i huvudbältet, som upptäcktes 12 november 1918 av den tyske astronomen Max Wolf. Den är uppkallad efter frun till den amerikanske astronomen Edward Barnard.
Asteroiden har en diameter på ungefär 82 kilometer.